# Dolchwespen

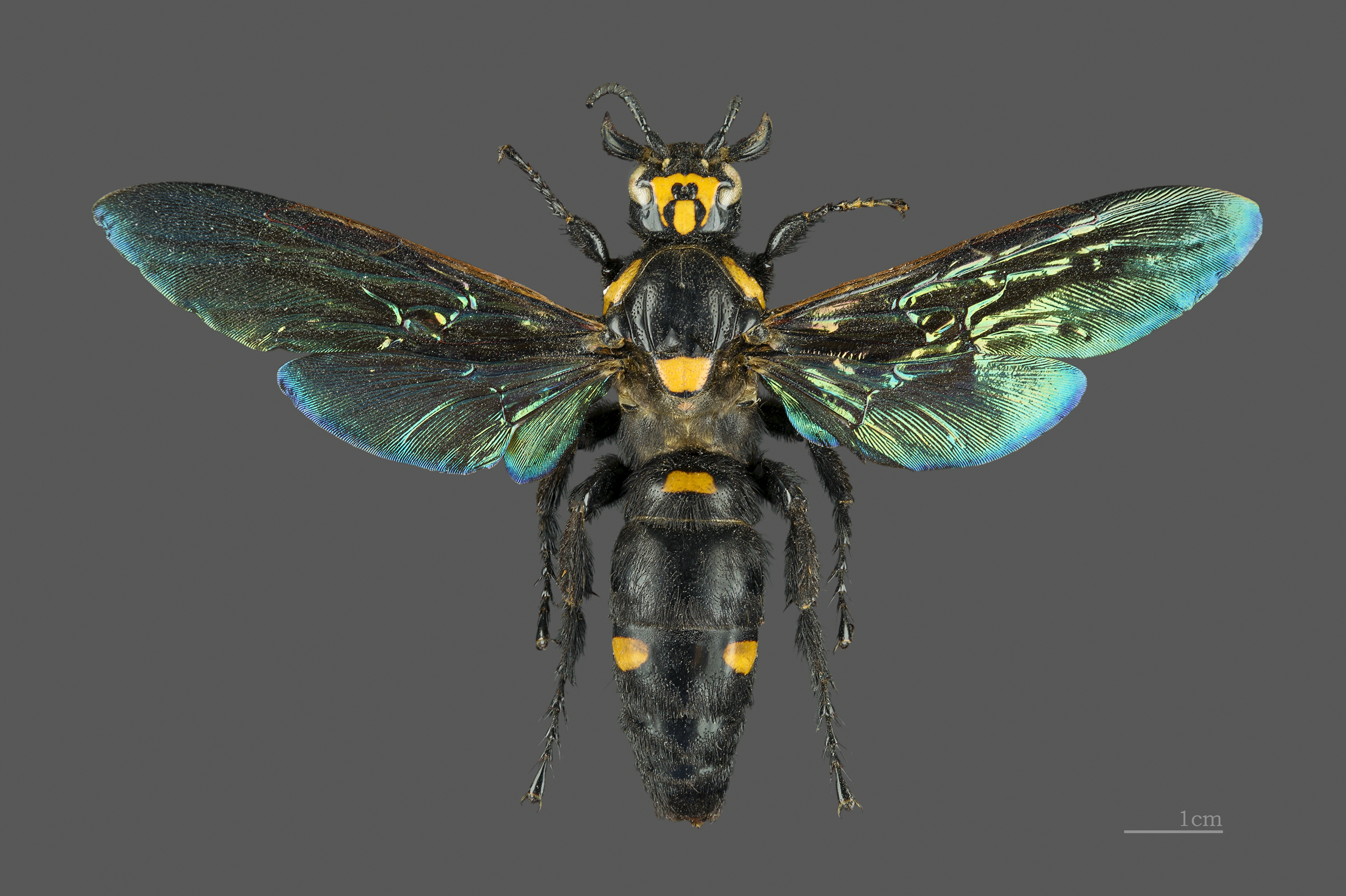
Megascolia procer

Die Dolchwespen (Scoliidae) sind eine Familie der Hautflügler (Hymenoptera).

## Merkmale
Die Dolchwespen sind meist recht groß (10–60 mm), die großen Arten gehören zu den größten Hautflüglern überhaupt. Megascolia maculata ist die größte Hautflüglerart Europas. Bei allen Arten sind beide Geschlechter geflügelt. Die Arten sind teilweise einheitlich schwarz gefärbt, bei vielen Arten weisen sie eine auffallende rote, gelbe oder weiße Flecken- oder Bindenzeichnung auf. Vielfach ähneln sie dadurch stark sozialen Faltenwespen, die sie wegen deren Wehrhaftigkeit eventuell nachahmen (Bates'sche Mimikry). Obwohl die Weibchen einen Wehrstachel tragen, sind sie, trotz der oft beeindruckenden Körpergröße, bei den bisher untersuchten Arten kaum zu stärkeren Stichen in der Lage. Die Geschlechter sind oft verschieden gefärbt (Sexualdimorphismus), oft sind die Männchen zudem etwas kleiner.
Der Kopf trägt große Komplexaugen, die wie diejenigen der Vespidae vorn ausgerandet (nierenförmig) sind (bei Proscolia nur seicht eingebuchtet). Von den Mundwerkzeugen sind Maxillen und Labium zu einer fast rüsselförmig ausstreckbaren Struktur (Labiomaxillarkomplex) verwachsen, mit dem die Tiere Nektar aus Blüten lecken können. Daneben sind kräftige Beißmandibeln vorhanden, die aber nicht zur Nahrungsaufnahme verwendet werden, sie dienen z. B. unterstützend als Grabwerkzeuge. Am Rumpf ist der Hinterrand des Pronotums hinten stark eingebogen und dieses dadurch auffallend schmal. Die schmalen Seitenränder („Scapulae“) reichen bis an die Flügelschüppchen (Tegulae). Auf der Bauchseite ist der Bau der Hüften (Coxen) der Beine charakteristisch. Während sich die Vordercoxen in der Mitte berühren, sind diejenigen der Mittel- und Hinterbeine durch plattenförmig verbreitertes Meso- und Metasternum weit getrennt, die Sternalplatten überlappen dabei etwas das Gelenk. Die Beine sind lang und kräftig, besonders die Schienen (Tibien), sie werden insbesondere vom Weibchen als Grabbeine eingesetzt. Dazu tragen die Tibien des zweiten und insbesondere des dritten Beinpaars lange und kräftige Dornen, die oft in Reihen angeordnet sind. Am Ende der Tibien des ersten Beinpaars sitzt ein langer, gebogener, kammförmig eingeschnittener Sporn, der als Putzkamm verwendet wird. Die Klauen sind einfach.
Die Aderung der Flügelpaare bildet Zellen aus, die den Flügelrand nicht erreichen („offene“ Aderung). Der lange Spitzenteil beider Flügelpaare, der nicht geadert ist, weist in seiner Oberflächenstruktur eine feine, riffelartige Längsstreifung auf, die für die Familie hoch charakteristisch ist. Die Flügel sind bei vielen Arten glasklar, bei einigen teilweise oder ganz verdunkelt, sie weisen oft eine irisierende Oberflächenschillerung, manchmal in Verbindung mit grünlichen oder blauen metallischen Strukturfarben, auf. Diese entsteht durch das Zusammenspiel des schwarzen Pigments Melanin mit einem dünnen, einschichtigen, hoch lichtbrechenden Überzug.
Das mit dem Rumpf verwachsene erste Hinterleibssegment (Propodeum) der Dolchwespen ist durch Längsfurchen immer in drei getrennte Felder aufgeteilt, in Seitenansicht fällt es beinahe senkrecht ab. Der freie Hinterleib (Metasoma) ist durch eine Abschnürung („Wespentaille“) abgesetzt, aber nie gestielt. Zwischen den Sterniten der ersten beiden freien Hinterleibssegment ist eine tiefe Furche vorhanden. Am Hinterleibende sitzt beim Weibchen der Stachel, der in Ruhestellung im Hinterleib verborgen und nicht frei sichtbar ist. Beim Männchen ist das letzte freie Sternit (Subgenitalplatte oder Epipygium) in charakteristischer Weise in drei Spitzen ausgezogen.

## Biologie und Lebensweise
Imaginale Dolchwespen sind tagaktive Blütenbesucher, sie ernähren sich von Nektar und Honigtau und sind deshalb regelmäßig auf Blüten anzutreffen. Soweit bekannt, müssen die Weibchen für eine erfolgreiche Eiablage Nahrung aufnehmen. Viele Arten sind sehr langlebig mit Imaginalperioden bis 5 Monate. Die Tiere sind durch Blütenduft, in Verbindung mit blauen Farbschalen, zu fangen. Die früher oft genannte exklusive Bindung an blaue Blüten scheint aber tatsächlich nicht zu bestehen. Die Wespen bevorzugen eindeutig zusammengesetzte Blütenstände, z. B. der Asteraceae und Apiaceae. Ihre Bedeutung als Bestäuber ist, soweit bekannt, gering. Die Art Dasyscolia ciliata ist allerdings einziger bekannter Bestäuber der Spiegelragwurz (Ophrys speculum), einer Orchideenart. Diese ahmt als Täuschblume täuschend echt sowohl das Aussehen wie auch den Geruch des Weibchens dieser Art nach. Sie wird vom Männchen bestäubt, das versucht, das vermeintliche Weibchen zu begatten.
Die Larven der Dolchwespen entwickeln sich, soweit ihre Biologie bekannt ist, sämtlich als außenlebende (idiobionte) Parasitoide an im Boden lebenden Käferlarven, vor allem „Engerlingen“ der Überfamilie Scarabaeoidea, seltener bodenlebender Rüsselkäfer. Einige Arten nehmen auch in stark verrottetem Totholz, Holzmulm oder Pflanzenstreu lebende Arten dieser Familien an. Die beiden in Deutschland vorkommenden Arten Scolia sexmaculata und S. hirta bevorzugen die Engerlinge von Rosenkäfern (Cetonia) und von Vertretern der Unterfamilie Rutelinae (Anomala, Anisoplia). Die bis 50 mm große südeuropäische Dolchwespe Megascolia maculata (Gelbköpfige Dolchwespe) parasitiert vor allem Engerlinge von Nashornkäfern und Hirschkäfern. Weibchen können oft im Suchflug in geringer Flughöhe über möglichen Wirtshabitaten (in temperaten Breiten vor allem wärmebegünstigten Sandflächen) gesehen werden. Es wird angenommen, dass sie die Käferlarven chemisch orten können. Ist eine geeignete Stelle erreicht, beginnt das Weibchen zu graben. Bei der japanischen Art Campsomeriella annulata wurde die Wirtsfindung untersucht; diese Art ist in der Lage, Käferlarven, mit Kot der Larven verunreinigten Sand und Sand, in dem Käferlarven vorher gehalten worden waren, im Wahlversuch chemotaktisch zu erkennen. Der Wirt wird durch einen Stich betäubt und entweder an Ort und Stelle oder tiefer im Boden in einer extra angelegten Höhlung mit einem 2–4 mm langen Ei belegt. Die Dolchwespenlarve saugt zunächst von außen an dem Engerling, später wird er jedoch vollkommen leer gefressen. Die Verpuppung findet in einem Kokon statt.
Die Paarung der Dolchwespen erfolgt oft unmittelbar nach dem Schlupf aus dem Boden, wobei die Männchen etwas vor den Weibchen schlüpfen. Weibchen werden vor allem an Sexuallockstoffen (Pheromonen) erkannt. Soweit bekannt, sind alle Arten getrenntgeschlechtlich, Parthenogenese ist in dieser Familie nicht sicher nachgewiesen.

## Verbreitung, Gefährdung und Artenzahlen
Die Familie umfasst weltweit etwa 560 Arten mit deutlichem Verbreitungsschwerpunkt in den Tropen. In den gemäßigten Breiten leben nur wenige Arten, die hier auf wärmebegünstigte Lebensräume beschränkt bleiben. In Nordamerika kommen sie mit zwei Arten nördlich bis Kanada vor.
In Deutschland sind nur zwei Arten nachgewiesen. Von diesen kommt Scolia hirta selten in Brandenburg, sehr selten auch im Norden Sachsens, vor, Scolia sexmaculata (Synonym Scolia quadripunctata) sehr selten in Baden-Württemberg (Sandgebiete der nördlichen Rheinebene bei Sandhausen und Kaiserstuhl), früher auch in Bayern und Brandenburg. Aus Österreich sind bereits vier Arten bekannt; es kommen Colpa sexmaculata und Megascolia maculata (subsp. maculata) hinzu. Im Mittelmeergebiet leben 69 Arten.
Die aktuelle Rote Liste gefährdeter Arten Deutschlands nennt Scolia hirta als „gefährdet“ (Kategorie 3), Scolia sexmaculata als stark gefährdet (Kategorie 2).

## Systematik
Die Dolchwespen werden der Überfamilie Vespoidea, den Faltenwespenartigen, in der Unterordnung der Taillenwespen (Apocrita) zugeordnet. Über ihr Schwestergruppenverhältnis besteht noch keine Einigkeit. Meist werden sie als Schwestergruppe der Vespidae betrachtet, wofür vor allem morphologische Argumente sprechen. Nach molekularen Analysen könnte auch die kleine Familie der Bradynobaenidae Schwestergruppe sein. Die frühere Überfamilie der „Dolchwespenartigen“ oder „Scolioidea“ ist heute als paraphyletische Gruppierung erkannt worden und wird nicht mehr vertreten.
Die Dolchwespen werden in zwei Unterfamilien gegliedert:
- Unterfamilie Scoliinae
- Unterfamilie Proscoliinae

Die Unterfamilie Proscoliinae umfasst ausschließlich eine Gattung Proscolia mit zwei bekannten Arten, von denen die zuerst gefundene (Proscolia archaica Rasnitsyn, 1977) immer noch nur durch das Typusexemplar, ein in Armenien gefundenes Männchen, bekannt ist. Die zweite Art (Proscolia spectator Day, 1981) ist von vier Fundorten in Griechenland und zwei in der Türkei nachgewiesen. Über ihre Biologie ist nichts bekannt.
Die Unterfamilie Scoliinae ist gekennzeichnet durch instabile Nomenklatur mit vielen Synonymen, die vor allem durch zahlreiche Umgruppierungen und Mehrfachbeschreibungen von Gattungen gekennzeichnet ist. Der Bearbeiter Q. Argaman merkt dazu an “The nomenclature of Scoliidae is, at the least, disastrous”. Leider hat er selbst durch unkonventionelle Gliederung dann weiter dazu beigetragen. Trotz ihrer Körpergröße gelten Scoliidae als schwierig zu bestimmende Familie. Ein wichtiger Grund ist die große Variabilität vieler Arten, was Körpergröße, Färbung und selbst Oberflächenskulptur angeht.

## Gattungen und Arten (Auswahl)
- Colpa
  - Colpa quinquecincta
- Megascolia
  - Megascolia maculata
- Scolia
  - Scolia hirta